# Margaret Kerry
Margaret Kerry, née Peggy Lynch le 11 mai 1928, Los Angeles, est une actrice, autrice, animatrice de radio et conférencière américaine.
Elle est principalement connue pour avoir servi de modèle du personnage de la fée Clochette dans le long-métrage d'animation Peter Pan (1953) des studios Disney.

## Biographie
En 2016, Kerry a publié son autobiographie Tinker Bell Talks: Tales of a Pixie Dusted Life  (ISBN 978-1533500755) avec des histoires et des anecdotes de sa vie et de sa carrière, et met en vedette 180 photos et pièces d'art.

## Filmographie partielle
- 1948 : Pénitencier du Colorado (Canon City), de Crane Wilbur